# بمب‌گذاری آذر ۱۳۹۶ هرات
بمب‌گذاری قوس ۱۳۹۶ هرات حمله انتحاری بود که روز ۳۰ قوس/آذر ۱۳۹۶ در کنار کتابخانه عمومی در منطقه جبرئیل هرات رخ داد و در نتیجه آن ۴ نفر کشته و ۱۰ تن دیگر زخمی شدند.

## جزئیات
انفجار ۳۰ قوس/آذر ۱۳۹۰ حوالی نماز مغرب و عشاء کنار کتابخانه رسالت واقع در منطقه جبرئیل هرات «ناحیه دوازدهم شهر هرات» و در یک منطقه پرازدحام رخ داد. مواد منفجره درون زرنج/سه چرخه جاسازی شده بوده‌است. منطقه جبرئیل هرات از مناطق شیعه و هزاره نشین هرات است.

## مسئولیت
کسی مسئولیت این حمله را بر عهده نگرفته‌است.